# 1453 en littérature
| Années de la littérature : 1450 - 1451 - 1452 - 1453 - 1454 - 1455 - 1456    |
| Décennies de la littérature : 1420 - 1430 - 1440 - 1450 - 1460 - 1470 - 1480 |

Cet article présente les faits marquants de l'année 1453 en littérature.

## Évènements
- La prise de Constantinople par l'Empire ottoman et la chute de l'Empire byzantin provoque l'afflux de lettrés et de savants byzantins dans la péninsule italienne[1].

## Parutions

### Ouvrages didactiques
- Chronica do descobrimento e conquista da Guiné (Chronique de Guinée), de Gomes Eanes de Zurara[2].

- De Icona, de visione Dei (traité Sur la vision de Dieu. L'Image) de Nicolas de Cues[3].
- 1453-1454 : publication de la Paix de la foi (De pace fidei) de Nicolas de Cues[4].

### Fictions
- Pierre de Provence et la belle Maguelonne, roman chevaleresque en prose[5].

## Naissances
- 6 février : Jérôme Benivieni, poète et philosophe humaniste italien, mort le 23 août 1542.
- 16 août : Jean Standonck, religieux flamand, écrivain de langue latine, professeur à la Sorbonne, mort le 5 février 1504.
- 7 novembre : Filippo Beroaldo, écrivain italien, philologue éditeur d'auteurs latins, poète, mort le 17 juillet 1505.

- 1453 : Michel Marulle, homme de guerre et poète néo-latin, né à Constantinople et actif en Italie, mort le 11 avril 1500.
- Vers 1453 : Pietro Gravina, poète sicilien de langue latine, mort vers 1528.

## Décès
- 24 avril : Carlo Marsuppini, humaniste et homme d'État italien, né vers 1398.
- 20 juillet : Enguerrand de Monstrelet, chroniqueur français, né vers 1400.